# Webdesign
Webdesign (česky webový design) je mezioborová disciplína, která využívá poznatky vizuální komunikace, interakčního designu, psychologie (především ovlivňování a rozhodování lidí), marketingu, brandingu, copywritingu, gamifikace a dalších oborů. Cílem webdesignu je vytvořit funkční webové stránky nebo webové aplikace. Funkční znamená, že splňují především následující kritéria:
- Na web přicházejí relevantní návštěvníci
- Web je ovlivňuje/pomáhá jim tak, že provedou konverzní akci (akce), která je v souladu se záměrem tvůrce webu
- Návštěvníci se na web vrací a provádějí stejnou nebo další akce
- Web návštěvníky zaujme natolik, že o něm mluví sami od sebe s dalšími členy cílové skupiny webu

Nejjednodušší je vysvětlit webdesign jako průnik vizuální komunikace, obsahové strategie a interakčního designu, které doplňují vhodné marketingové aktivity. Webdesigner tedy vytváří vizuální systém pro obsah, který vhodným způsobem strukturuje a vzájemně provazuje tak, aby bylo dosaženo maximálního účinku vzhledem k cílům webu a jeho konverzním akcím. Tvorba webových stránek klade vyšší důraz na kvalitní obsah, u webových aplikací je nejdůležitější složkou interakční design.
Cílem webu je přinášet majiteli a/nebo návštěvníkům stránek užitek. Tomu by měla být podřízena snaha webdesignera – aby se vyplatily náklady spojené s tvorbou webu a aby web dobře sloužil svému účelu, tj. například v případě komerčních stránek vytvořil finanční zisk.

## Pyramida potřeb webdesignu
Hierarchie potřeb ve webdesignu, jenž je jakousi analogií k pyramidě psychologa Maslowa, představuje jeden z pohledů na webdesign. Finanční a časová náročnost tvorby webu odráží konkurenčnost prostředí, do kterého je web zasazen – čím je lepší konkurence, tím vyšší jsou nároky na zpracování webu a jeho vlastnosti. Pro ilustraci konkrétní příklad – státní správa může z pohledu webdesignu skončit na přístupnosti, protože přístupnost je částečně podložena legislativou. E-shop s parfémy musí být nejen technicky správně vytvořený, ale zároveň dostatečně přesvědčivý, jinak nemá šanci fungovat a vydělávat.

### Stupně pyramidy
Stupně jsou seřazeny v opačném pořadí, aby dávaly smysl ve čteném textu, tzn. nalezitelnost je základ, do kategorie dlouhodobě smysluplných webů se dostanou prakticky jen jednotky webů. Stupně nelze přeskočit – skvěle přesvědčivý web, který jeho cílová skupina nedokáže najít, je majiteli k ničemu.
1. Nalezitelnost – web je nalezitelný pro jeho cílovou skupinu s využitím optimalizace pro vyhledávače, marketingu, sociálních sítí, popř. předáním vizitky
2. Dostupnost – web funguje technicky bezchybně a rychle se načítá (např. netrhá se text při jiném rozlišení)
3. Přístupnost – web jsou přizpůsoben pro zobrazení na mobilních telefonechch (tabletech), pro nevidomé/postižené a je napsán sémanticky správně
4. Použitelnost – web je jednoduchý pro používání – využívá design patterns a má dobře navrženou informační architekturu
5. Intuitivnost – ovládání webu se shoduje s mentálním modelem jeho návštěvníků (příklad: mapu je možno ovládat tahem myši a nikoliv jen pomocí klikání na růžici – oba přístupy jsou použitelné a pochopitelné, ale pouze první je intuitivní)
6. Důvěryhodnost – web je důvěryhodný pro návštěvníky (důvěřují provozovateli natolik, že jsou ochotni provést konverzní akci)
7. Přesvědčivost – web využívá principy lidského chování k tomu, aby návštěvníka přesvědčil ve vykonání konverzní akce
8. Emocionální propojení – web využívá emoce, aby si ho návštěvníci zapamatovali a vrátili se na něj (např. tzv. roztomilé obrázky)
9. Příjemnost – používání webu zanechá v návštěvníkovi kladný pocit a ten ho začne využívat opakovaně, protože ho to baví (nejčastěji díky kombinaci psychologie, gamifikace a skutečně užitečného obsahu / funkcionality)
10. Smysluplnost – web má systematicky uspořádaný text, tak aby dával smysl

## Technologie
Pro realizaci webových stránek se používají zejména technologie (X)HTML (pro strukturu a textový obsah) a CSS společně s obrázky (PNG, GIF, JPG), které tvoří grafickou podobu webu. Navíc se někdy používají další technologie umožňující vyšší interaktivitu jako např. JavaScript, SVG, Flash či Java applety. Do webdesignu někdy lze počítat také části tvorby serverové části aplikací – programování v jazycích jako PHP, Python, Java či ASP – a záležitosti spojené se zvyšováním úspěšnosti stránky (SEO, copywriting).

## Používané nástroje
Počáteční grafické návrhy webu se mohou dělat v běžných grafických editorech. Samotná tvorba kódu výsledné podoby stránek v (X)HTML a CSS se může provádět „ručně“ v běžných či specializovaných textových editorech (náročnější na schopnosti autora, ale úplná kontrola nad výsledkem) nebo v nástrojích umožňující WYSIWYG editaci (komfortní, nevyžadují téměř žádné znalosti). Existují také WYSIWYG editory ve formě webových aplikací.

## Formální vzdělání webdesignerů
Webdesign je velmi mladý obor a to se projevuje i v přístupu ke vzdělání. V roce 2012 neexistuje v České republice jediná vysoká škola, která by nabízela komplexní přístup ke vzdělávání webdesignerů (např. Masarykova univerzita má pro webdesign jeden relevantní předmět – PV219 Seminář webdesignu). Webdesigneři jsou tedy převážně samouci, a to se výrazně projevuje na vysoké variabilitě kvality jejich výstupů.